# Haus zum Einhard

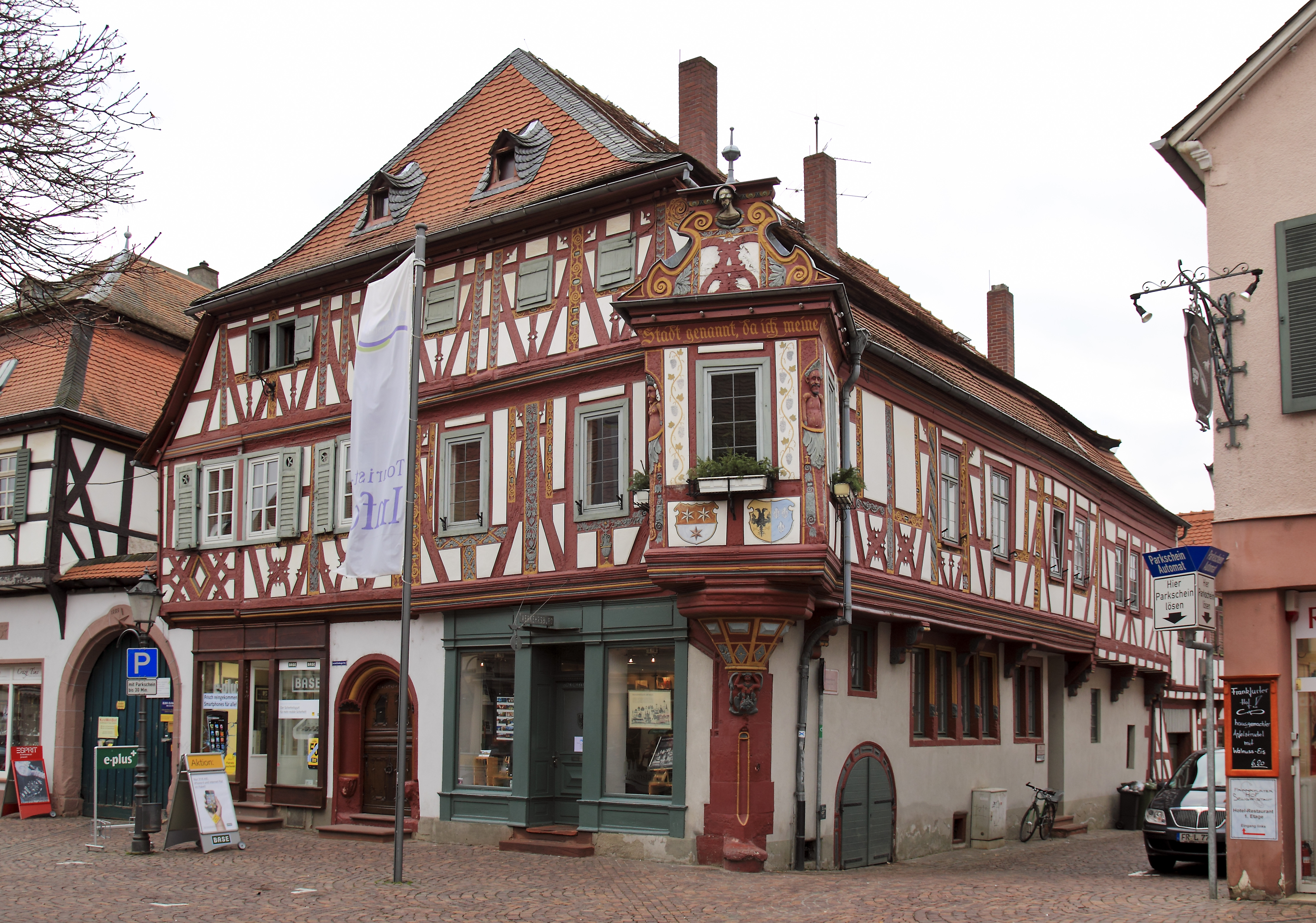
Das Haus zum Einhard am südwestlichen Rand des Marktplatzes in Seligenstadt

Das Haus zum Einhard ist ein Fachwerkgebäude in Seligenstadt im Landkreis Offenbach in Hessen.
Es fällt durch eine besonders reiche Fachwerkzier und den rheinischen Eckerker auf und ist am Übergang von Marktplatz zur Aschaffenburger Straße für weite Innenstadtbereiche ein Blickfang. Auf dem Erker sind das Wappen der Grafen zu Erbach und ein (unhistorisches) gespaltenes Wappen mit dem Wappenbild des Heiligen Römischen Reichs heraldisch rechts und dreier das Königreich Frankreich symbolisierenden Lilien links aufgemalt, die zusammen das karolingische Reich repräsentieren; gemeinsam sollen beide Wappen an den als Sage überlieferten, jedoch historisch nicht belegten Eheschluss Einhards (als Stammvater des Hauses Erbach) mit der Tochter Karls des Großen namens Emma erinnern.
Das Gebäude setzt sich aus ursprünglich zwei giebelständigen Häusern zusammen. Der Bau des massiven Erdgeschosses kann auf 1596 datiert werden. Darüber befindet sich auf profilierten Steinkonsolen aufsitzend das auskragende Fachwerkobergeschoss, das um 1700 unter einem Walmdach zusammengefasst wurde. Im Erkerzimmer befindet sich eine sehr aufwändig gearbeitete Stuckdecke.